# Трабен-Трарбах
Трабен-Трарбах (нем. Traben-Trarbach) — город в Германии, курорт, в земле Рейнланд-Пфальц.
Входит в состав района Бернкастель-Витлих. Подчиняется управлению Трабен-Трарбах. Население составляет 5855 человек (на 31 декабря 2010 года). Занимает площадь 31,35 км². Официальный код — 07 2 31 124.

## Персоналии
- Адам Шторк (1780—1822), историк и переводчик — родился и вырос в Трабен-Трарбахе

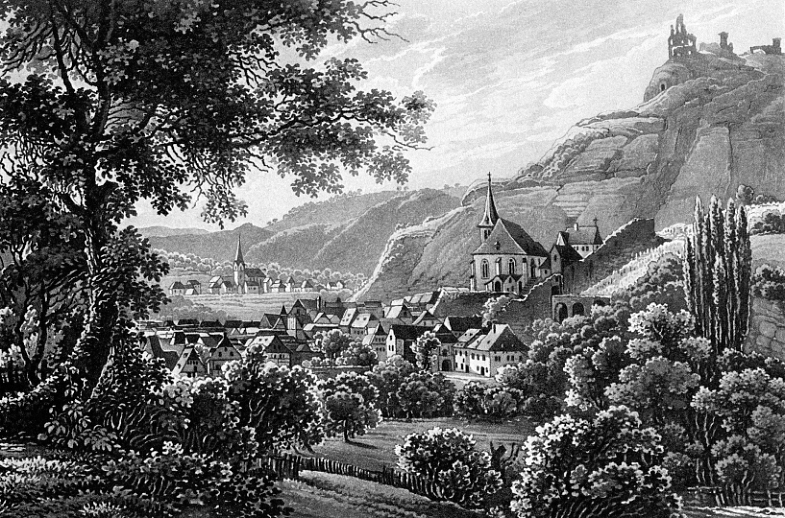
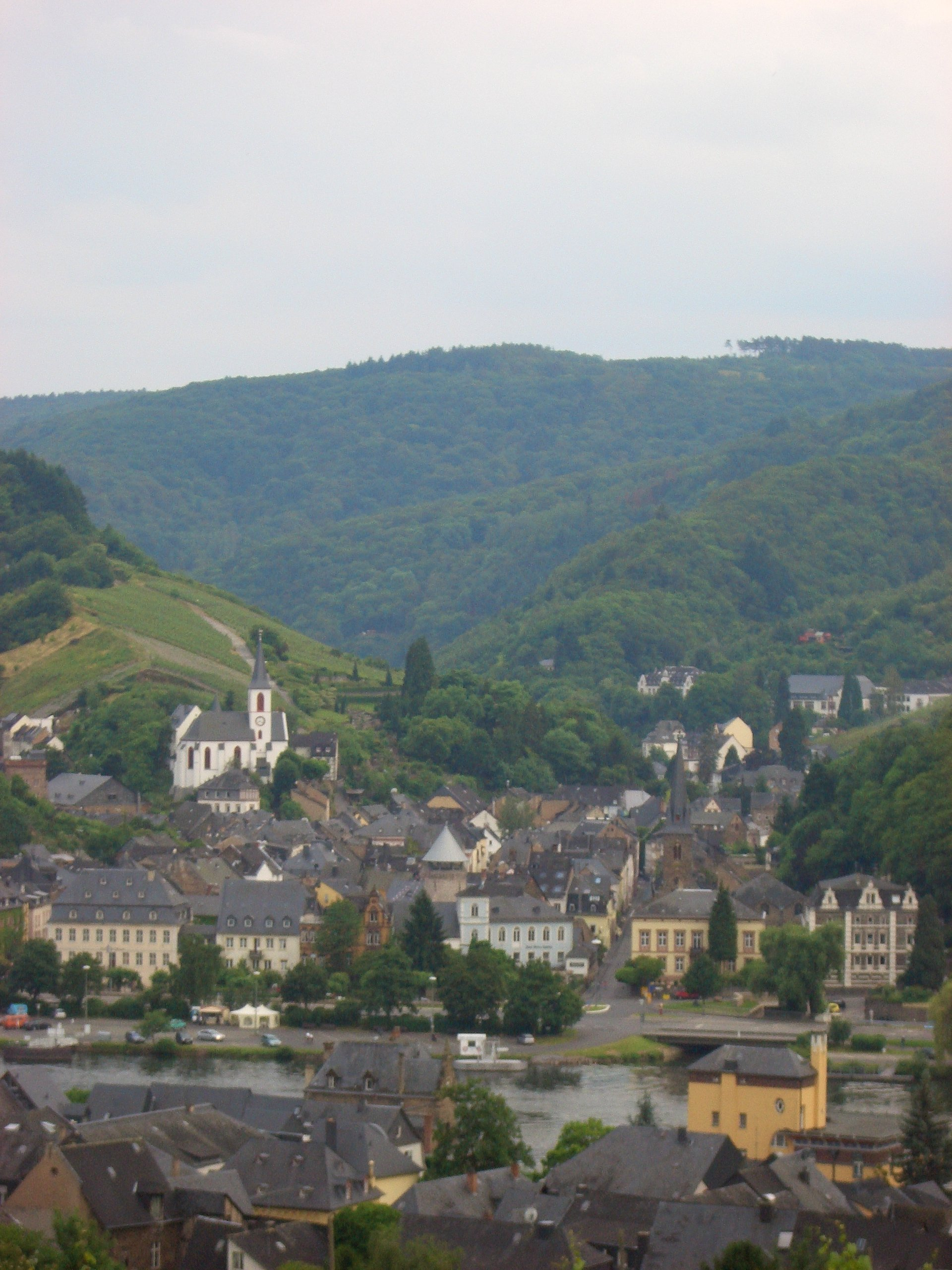
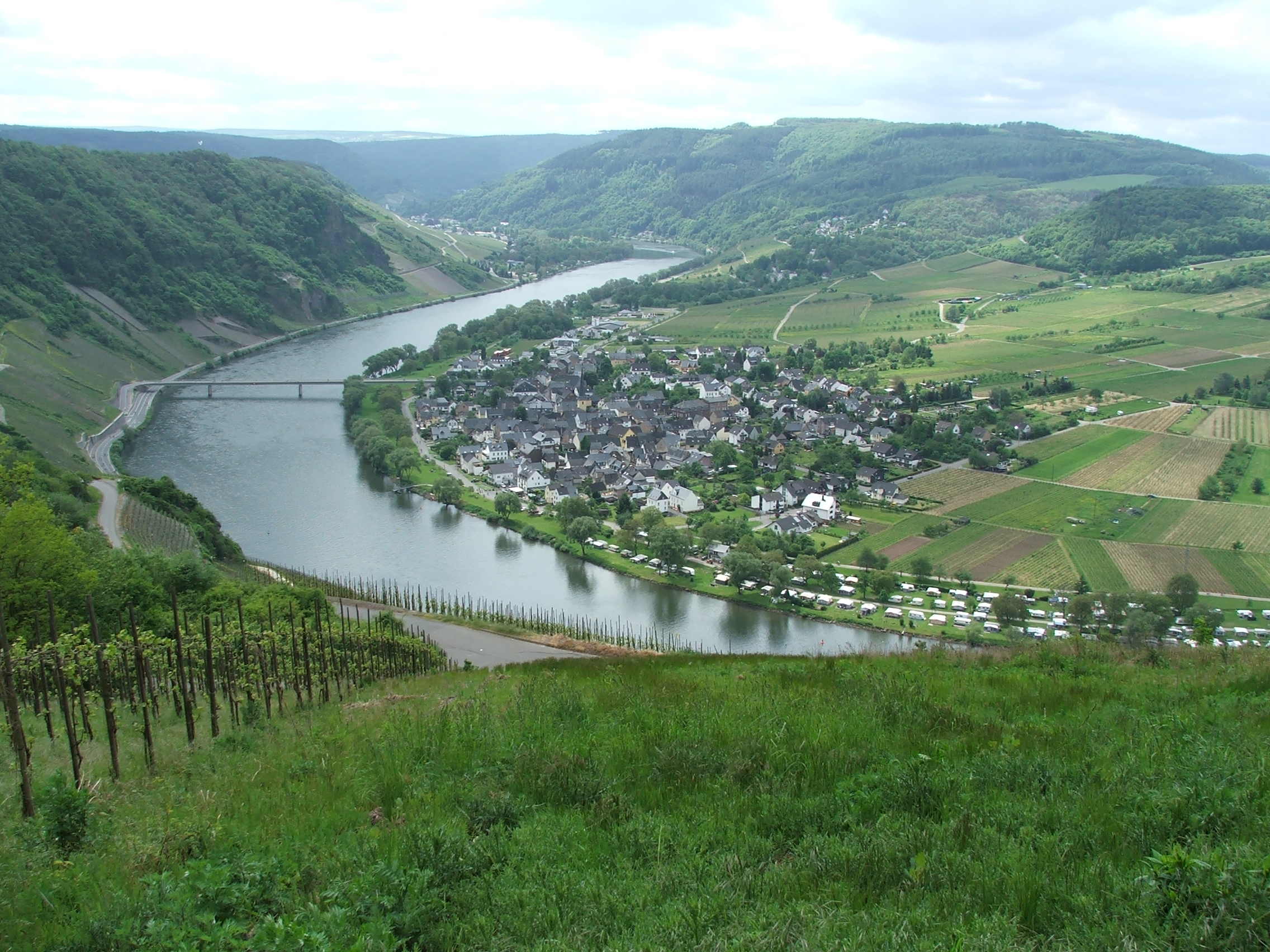